# سينس تايم
سينس تايم (بالإنجليزية: SenseTime)‏ هي حاليأ أكبر شركة متخصصة في مجال الذكاء الاصطناعي. تم تأسيسها في هونغ كونغ ولديها مكاتب في الصين،سنغافورة،اليابان،أبو ظبي والولايات المتحدة.